# Heinz Artzt
Heinz Artzt (* 9. November 1910 in Plauen; † nach 1979) war ein deutscher Jurist. 

## Leben
Über das Leben von Heinz Artzt ist nur wenig bekannt. Er wurde 1937 an der Universität Leipzig mit der juristischen Dissertation Der Reichsstatthalter im Gemeinschaftsstaat zum Dr. jur. promoviert. Am 4. Oktober 1937 beantragte er die Aufnahme in die NSDAP und wurde rückwirkend zum 1. Mai desselben Jahres aufgenommen (Mitgliedsnummer 4.951.685). Er war auch Rottenführer im NSKK und seit 1942 Staatsanwalt in Chemnitz.
Nach Ende des Zweiten Weltkriegs wurde Artzt Erster Staatsanwalt in Braunschweig. Er wurde 1960 an die Zentrale Stelle der Landesjustizverwaltungen zur Aufklärung nationalsozialistischer Verbrechen in Ludwigsburg abgeordnet und war dort von 1963 bis 1975 stellvertretender Dienststellenleiter, also schon vor der erheblichen personellen und organisatorischen Verstärkung, die 1965 vorgenommen wurde. Artzt war in der Zentralen Stelle in Ludwigsburg, wie auch ihr Leiter Erwin Schüle, den er häufig vertreten musste, nicht der einzige ehemalige Nationalsozialist. Schüle wurde wegen seiner NS-Vergangenheit 1966 von Adalbert Rückerl abgelöst.
Artzt leitete bei der Zentralen Stelle im Rang eines Oberstaatsanwalts die Frankreich-Abteilung. Er ermittelte einerseits zu den Geiselerschießungen durch die Wehrmacht und andererseits zu den Akteuren der deutschen Judenverfolgung in Frankreich und wertete dafür Akten der französischen Militärgerichte und Bestände im Centre de documentation juive contemporaine (CDJC) aus, sowie die Akten beim Berlin Document Center. Bereits 1965 lagen seine Untersuchungsergebnisse zu Herbert Hagen, Ernst Heinrichsohn, Helmut Knochen, Kurt Lischka und Heinz Röthke vor. Die Ermittlungen in Frankreich wurden deutscherseits konterkariert vom FDP-Politiker Ernst Achenbach und vom Auswärtigen Amt, die auf eine Amnestie der Mörder durch Blockade des deutsch-französischen Zusatzabkommens zum Überleitungsvertrag und auf die Verjährung setzten. Auch die Gerichte, an die Artzt vorbereitete Fälle zur Prozessführung abgab, machten mitunter durch Terminverschleppung seine Vorarbeiten zunichte.
Artzt wurde in der Frankreich-Abteilung von Staatsanwalt Herbert Schneider abgelöst und ging 1975 in den Ruhestand. Erst 1980 wurde der Kölner Prozess mit der Verurteilung von Hagen, Heinrichsohn und Lischka abgeschlossen. 
Artzt veröffentlichte 1979 das Buch Mörder in Uniform, mit einem Vorwort von Gert Bastian.

## Schriften
- Der Reichsstatthalter im Gemeinschaftsstaat. Dresden : Dittert 1937. Zugl.: Leipzig, Jur. Diss.
- Zur Abgrenzung von Kriegsverbrechen und NS-Verbrechen, in: Adalbert Rückerl (Hrsg.): NS-Prozesse. Nach 25 Jahren Strafverfolgung: Möglichkeiten – Grenzen – Ergebnisse,  Müller: Karlsruhe 1971, S. 163–194
- Mörder in Uniform : Organisationen, die zu Vollstreckern nationalsozialistischer Verbrechen wurden. Mit einem Vorwort von Gert Bastian. Kindler, München 1979, ISBN 3-463-00766-5.